# Sharek
Sharek hoặc Shalek có thể là một vị pharaoh ít được biết đến của Ai Cập cổ đại trong Thời kỳ Chuyển tiếp thứ Hai của Ai Cập.

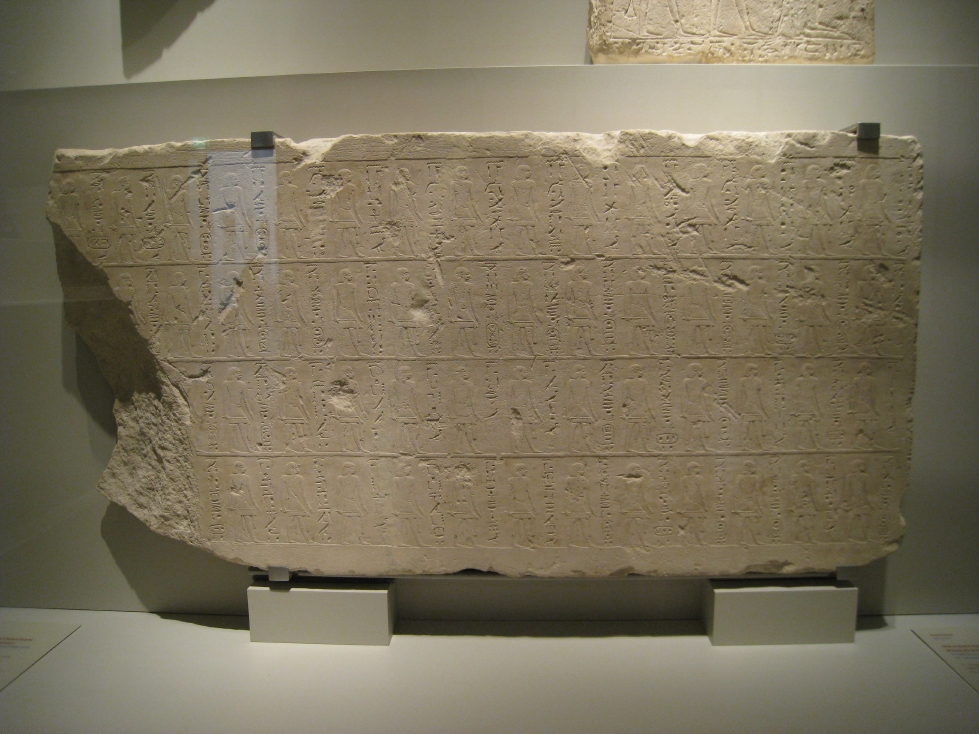
Phù điêu với tên của vua Sharek

Các nhà Ai Cập học Nicolas Grimal và William C. Hayes đề xuất rằng Sharek nên được đồng nhất với một vị vua tên là Salitis, vốn được cho là người đã sáng lập nên vương triều thứ 15 của người Hyksos trong tác phẩm Aegyptiaca của Manetho, một tác phẩm lịch sử Ai Cập được viết vào thế kỷ thứ 2 TCN. Hơn nữa họ còn đề xuất rằng Sharek/Salitis cũng chính là Sheshi, một vị vua thuộc thời kỳ Chuyển tiếp thứ Hai của Ai Cập mà được đề cập tới trên gần 400 con dấu bọ hung.

## Chứng thực
Ông chỉ được chứng thực trong một văn kiện không cùng thời, một bảng phả hệ của một tư tế tên là Ankhefensekhmet sống vào giai đoạn cuối của vương triều thứ 22 – do đó cách triều đại được đề xuất của Sharek vài thế kỷ; Có lẽ chính vì lý do này cho nên nhà Ai Cập học người Đan Mạch Kim Ryholt nghi ngờ về sự tồn tại của ông. Trên văn kiện này, Sharek được xếp nằm trước cách vị pharaoh nổi tiếng người Hyksos của vương triều thứ 15 là Apepi một thế hệ. Bảng phả hệ của Ankhefensekhmet ngày nay được trưng bày tại bảo tàng Neues ở Berlin (inv. no. 23673).